# Џоун Кјузак
Џоун Кјузак (енгл. Joan Cusack) је америчка глумица, рођена 11. октобра 1962. године у Њујорку (САД).
Кјузак је била члан глумачке екипе у емисији комедије скечева Суботом увече уживо од 1985. до 1986. Глумила је у хит драми/комедији Бесрамни као Шила Џексон, улога за коју је добила пет узастопних номинација за Еми награду, победивши 2015. Она је сестра глумице Ен Кјузак и глумца Џона Кјузака.

## Биографија
Кјузак је рођена 11. октобра 1962. у Њујорку, а одрастао је у Еванстону, Илиноис. Њена мајка, Ан Паула "Ненси" Кјузак (рођена Каролан), бивша је наставница математике и политичка активисткиња. Њен отац, Дик Кјузак (1925–2003), био је глумац и режисер, а двоје од њене четири браће и сестара, Ен (рођена 1961) и Џон (рођен 1966), су глумци. Њена породица је ирско-америчка и католичка. Кјузак је алумна Универзитета Висконсин-Медисон (1984).

## Каријера
Кјузак је два пута била номинована за Оскара за најбољу споредну глумицу за свој рад у филмовима Запослена девојка (1988) и Тамо овамо (1997). Појавила се са братом Џоном у 10 филмова на пример Шеснаест свећица, Реци било шта, Висока верност итд.
У филму Вредности породице Адамс (1993), играла је серијску разведену и убицу Деби Џелински. Такође је дала глас Џеси у Пиксаровим хитовима Прича о играчкама 2 (1999), Прича о играчкама 3 (2010) и Прича о играчкама 4 (2019).